# Estetism

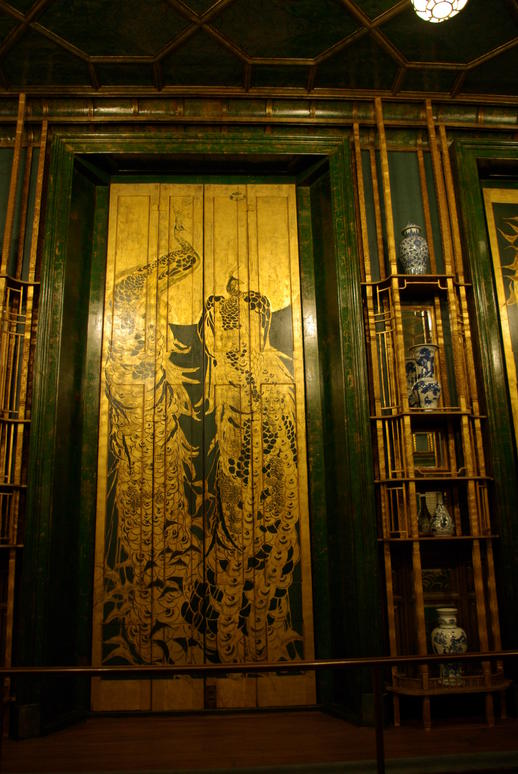
Camera Păunului, proiectată în stil estetist de către James Abbott McNeill Whistler, una dintre cele mai faimoase exemple al designului interior în stil estetist

Estetismul (cunoscut și ca mișcarea estetică) este un curent artistic și literar care constă în prețuirea mai mult a valorilor estetice decât a temelor social-politice în literatură, artă plastică, muzică și alte arte. Aceasta înseamnă că arta acestui curent specific era concentrată mai mult pe reprezentarea frumosului decât pe o semnificație mai profundă, susținând teoria „artei pentru artă”. Această concepție literar-artistică a fost proeminentă în Europa în cursul secolului al XIX-lea, fiind susținută de personalități notabile ca Oscar Wilde, dar sunt și critici contemporani asociați ei, cum ar fi Harold Bloom, care argumenta recent împotriva includerii ideologiilor sociale și politice în operele literare, pe care el o considera o problemă tot mai răspândită în științele umaniste în cursul secolului trecut.
În secolul al XIX-lea, el a fost asociat cu alte mișcări, cum ar fi simbolismul sau decadentismul în Franța, sau decadentismo în Italia, și poate fi considerat versiunea britanică a aceluiași stil.

## Literatura estetică
Scriitori decadenți britanici au fost influențați în mare măsură de profesorul de la Oxford Walter Pater și de eseurile sale publicate în anii 1867-1868, în care a declarat că viața trebuie trăită intens, transformând frumusețea într-un ideal. Lucrarea sa Studies in the History of the Renaissance (1873) a fost foarte apreciată de tinerii orientați către artă de la sfârșitul secolului al XIX-lea. Scriitorii curentului decadent au folosit sloganul „Artă de dragul artei” (L'art pour l'art), a cărui origine este încă dezbătută de specialiști. Unii susțin că acesta a fost inventat de filozoful Victor Cousin, deși Angela Leighton în studiul On Form: Poetry, Aestheticism and the Legacy of a Word (2007) observă că expresia a fost folosită de către Benjamin Constant anterior anului 1804. Este general acceptat că expresia a fost promovată în Franța de Théophile Gautier, care a interpretat fraza pentru a sugera că nu exista o relație între artă și moralitate.
Predecesorii estetiștilor sunt John Keats și Percy Bysshe Shelley, precum și unii dintre prerafaeliți care moșteniseră spiritul romantismului. Există câteva legături semnificative între filozofia prerafaelită și cea a estetiștilor: dedicația către ideea de „artă de dragul artei”; admirația pentru frumos, escapismul prin arte vizuale și literare, măiestria artistică, interesul reciproc față de fuziunea între diferite arte. Această ultimă idee este reluată în poemul L'art al lui Théophile Gautier, care a comparat poetul cu sculptorul și pictorul. Dante Gabriel Rossetti și Edward Burne-Jones sunt asociați cel mai mult cu estetismul. Cu toate acestea, abordarea estetismului de către ei nu include crezul de „artă de dragul artei”, ci mai degrabă „reafirmarea însuflețită a acelor principii ale asimilării culorii, frumuseții, dragostei și curățeniei de care lumea cenușie, agitată și descurajată de la mijlocul secolului al XIX-lea avea nevoie atât de mult”. Această reafirmare a frumuseții într-o lume mohorâtă unește, de asemenea, estetismul cu escapismul prerafaelit în artă și poezie. 
În Marea Britanie, cei mai cunoscuți reprezentanți au fost Oscar Wilde și Algernon Charles Swinburne, ambii influențați de simboliștii francezi, precum și James McNeill Whistler și Dante Gabriel Rossetti. Acest stil și acești poeți au fost satirizați în opera comică Patience a lui Gilbert și Sullivan și în alte lucrări, precum drama The Colonel a lui F. C. Burnand, și în revistele de benzi desenate, printre care Punch, în special în creațiile lui Georde Du Maurier.

## Arte vizuale estetice

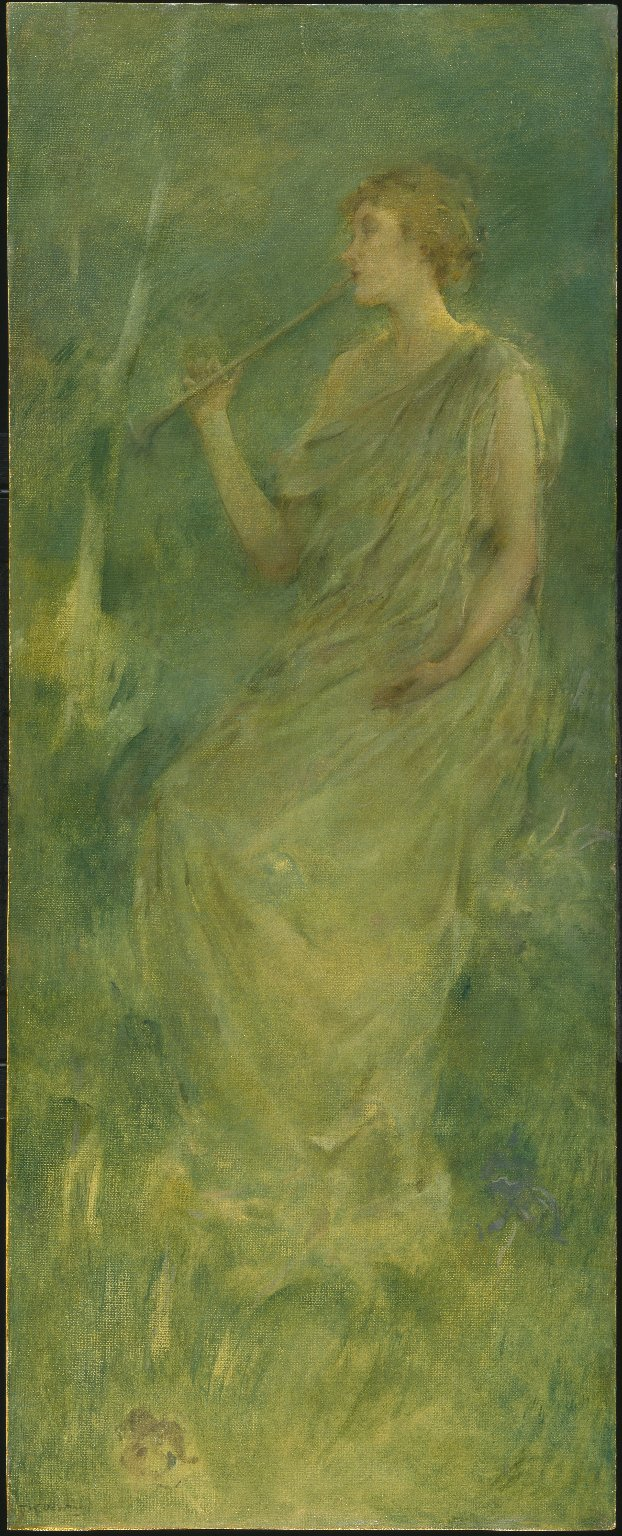
Muzică de Thomas Dewing, ca. 1896 - 1900. Muzeul Brooklyn

Printre artiștii asociați cu stilul estetic se află James McNeill Whistler, Dante Gabriel Rossetti și Aubrey Beardsley. Deși opera artistică a lui Edward Burne-Jones a fost expusă la Galeria Grosvenor care a promovat mișcarea, ea transmite, de asemenea, mesaje morale sau sentimentale și iese, prin urmare, din cadrul definiției date.